# Suavegoda
Suavegoda ou Suavegodo foi uma nobre ostrogodo-burgúndia que esteve ativa no começo do século VI. Era filho do rei burgúndio Sigismundo da Borgonha (r. 516–523) com sua esposa Ostrogoda, a filha do rei ostrogótico Teodorico, o Grande (r. 474–526), e tinha um irmão chamado Sigerico. Foi casada com o rei franco Teodorico I (r. 511–533) com que teve dois filhos, Teodeberto I (r. 533–548) e Teodechilda.